# آگونیست معکوس

منحنی‌های پاسخ-دوز مربوط به همکنشگر تام، همکنشگر غیرتام، پادکنشگر خنثی و همکنشگر وارون

در داروشناسی، همکنشگرِ وارون یا آگونیستِ معکوس (به انگلیسی: Inverse agonist) دارویی است که به همان گیرندۀ همکنشگر متصل می‌شود، اما پاسخ دارویی برخلاف پاسخ همکنشگر القا می‌کند. یک نمونه در این مورد آتروپین می باشد. آتروپین سردستۀ پادکنشگرهای ناگزینشی موسکارینی است.
یک پادکنشگر خنثی در نبود همکنشگر یا همکنشگر وارون، هیچ فعالیتی ندارد اما می‌تواند فعالیت هر کدام را مسدود کند. همکنشگرهای وارون دارای کارکردهای متضاد با همکنشگرها هستند، اما اثر هر دوی آنها می‌تواند توسط پادکنشگرها مسدود شود.
یک پیش‌نیاز برای پاسخ همکنشگر وارون این است که گیرنده باید در نبود لیگاند دارای یک سطح فعالیت سازنده (همچنین به عنوان ذاتی یا پایه شناخته می‌شود) باشد. همکنشگر فعالیت گیرنده را بالاتر از سطح پایه آن افزایش می‌دهد، در حالی که همکنشگر وارون فعالیت زیر سطح پایه را کاهش می‌دهد.
اثربخشی (efficacy) یک همکنشگر تام طبق تعریف ۱۰۰٪ است، یک پادکنشگر خنثی ۰٪ کارایی دارد، و یک همکنشگر وارون کمتر از ۰٪ (یعنی منفی) اثربخشی دارد.

## همچنین ببینید
- آگونیست
- آنتاگونیست گیرنده
- خودگیرنده